# Декларация о государственном суверенитете Казахской ССР
Декларация о государственном суверенитете Казахской Советской Социалистической Республики (каз. Мемлекеттік Егемендік Туралы Декларация Қазақ КСР-інің) — исторический документ, принятый 25 октября 1990 год постановлением Верховного Совета Казахской ССР XII созыва. Декларация провозгласила суверенитет Казахской ССР и декларировала политико-правовые основы Казахской ССР как независимого государства. В 1995 году дата принятия декларации стала национальным праздником Днём Республики Казахстан.
В качестве основополагающих принципов суверенной государственности были установлены: унитарное государство, целостность, неделимость и неприкосновенность его территории, возрождение и развитие самобытной культуры, традиций, языка казахского народа и других народов Казахской ССР, укрепление национальной самобытности.
Отмечено, что деятельность организаций, призывающих к насильственному изменению конституционного строя Казахской ССР, нарушению целостности территории, подрывающих межнациональное согласие, будет преследоваться по закону. Провозглашён принцип самостоятельного, без привлечения других сторон, решения проблем, связанных с политическим, экономически, социальным, национально-культурным строительством в Республике, его административно-территориальной структурой.
Президент признан руководителем Республики, главой административно-исполнительной высшей власти. Земля, её недра, вода, растительный и животный мир, другие природные ресурсы, культурные и исторические ценности народа, весь экономический, научно-технический потенциал являлся основой суверенитета Республики и находятся в её собственности.
В декларации записано, что «Казахская ССР обладает соответствующей Республике долей во всесоюзном имуществе СССР, в том числе соответствующей долей в алмазном, валютном и золотом фондах, запрещается строительство и работа на территории республики испытательных полигонов, предназначенных для испытания ядерного оружия, других видов оружия массового уничтожения (химического, бактериологического, биологического и др.). Отмечается, что Казахская ССР имеет право на создание собственных внутренних войск, органов государственной безопасности и внутренних дел, подчиненных и подконтрольных Верховному Совету и Президенту Казахской ССР».
На основе принципов Декларации 16 декабря 1991 год был принят Конституционный закон «О государственной независимости Республики Казахстан». Дата принятия Конституционного закона в Казахстане отмечается как День независимости Казахской ССР «День Независимости».